# Alectrurus tricolor
El yetapá chico (en Argentina y Paraguay) (Alectrurus tricolor), también denominado avioncito, gallito, gallito tricolor o coludo tricolor (en Argentina), es una especie de ave paseriforme de la familia Tyrannidae, una de las dos pertenecientes al género Alectrurus . Es nativo del centro sur de América del Sur.

## Descripción
Mide 12 cm de longitud, hasta 18 cm con la larga cola en período reproductivo, y pesa entre 44 y 52 g. Pico amarillento; base de la mandíbula pálida, más oscuro en la punta. Patas grises. Iris pardo. El macho es inconfundible, negro por arriba con la rabadilla gris, hombros y filetes en las secundarias blancos. La cara y las partes inferiores son blancas, con una mancha negra a los lados del pecho. La cola, de formato muy peculiar, por lo general erguida, las plumas del par interno son alargadas, muy anchas, y quedan perpendiculares al cuerpo, en general pareciendo deshilachadas. Las hembras y los machos jóvenes son manchados de pardo por arriba, con lista superciliar, hombros y escapulares pardos; cola corta y normal. Por abajo son blancos con borrones pardos a los lados de la garganta. El macho en plumaje reproductivo es espectacular, las hembras y juveniles son gorduchos, de cola corta, cabezones de color pardo, claro y oscuro.

## Hábitat y distribución
Su área de distribución original abarcaba el norte y este de Bolivia (Santa Cruz), suroeste y sureste de Brasil (sur de Mato Grosso hacia el este hasta Minas Gerais y Río de Janeiro, al sur hasta São Paulo), noreste de Paraguay y noreste de Argentina (Misiones, Corrientes).
El yetapa chico se ha vuelto muy escaso y local en una vasta área en el norte y este de Bolivia, ocurriendo en unas pocas localidades dispersas en La Paz y Santa Cruz y frecuentemente en las pampas del norte y oeste del Beni, pero está inexplicablemente ausente de vastas regiones; en el centro y sur de Brasil, en Mato Grosso, Mato Grosso do Sul, Goiás, Distrito Federal, Minas Gerais y Espírito Santo al sur hasta Paraná, donde hay unos pocos registros, y posiblemente Río Grande do Sul; en el este de Paraguay, en Concepción, San Pedro, Cordillera, Caazapá, Itapúa y Misiones, y en el noreste de Argentina, donde algunos antiguos especímenes fueron colectados en el noreste de Corrientes y sur de Misiones, pero donde la especie no ha sido registrada desde septiembre de 1974, a pesar de las búsquedas realizadas en hábitats convenientes. En Brasil continúa siendo localmente bastante común en unas pocas áreas protegidas en Goiás, Distrito Federal y Minas Gerais, mientras en Paraguay es generalmente muy raro, pero localmente común, y aparentemente un reproductor residente en la Estancia Laguna Blanca en San Pedro, en la Estancia La Graciela en Misiones, y en Kanguery,  en el Parque Nacional San Rafael, reserva protegida por Guyra Paraguay.
En Itirapina, en el estado de São Paulo, Brasil, se ha registrado lo que aparentemente sea el último macho y la última pareja de hembras de dicho estado.

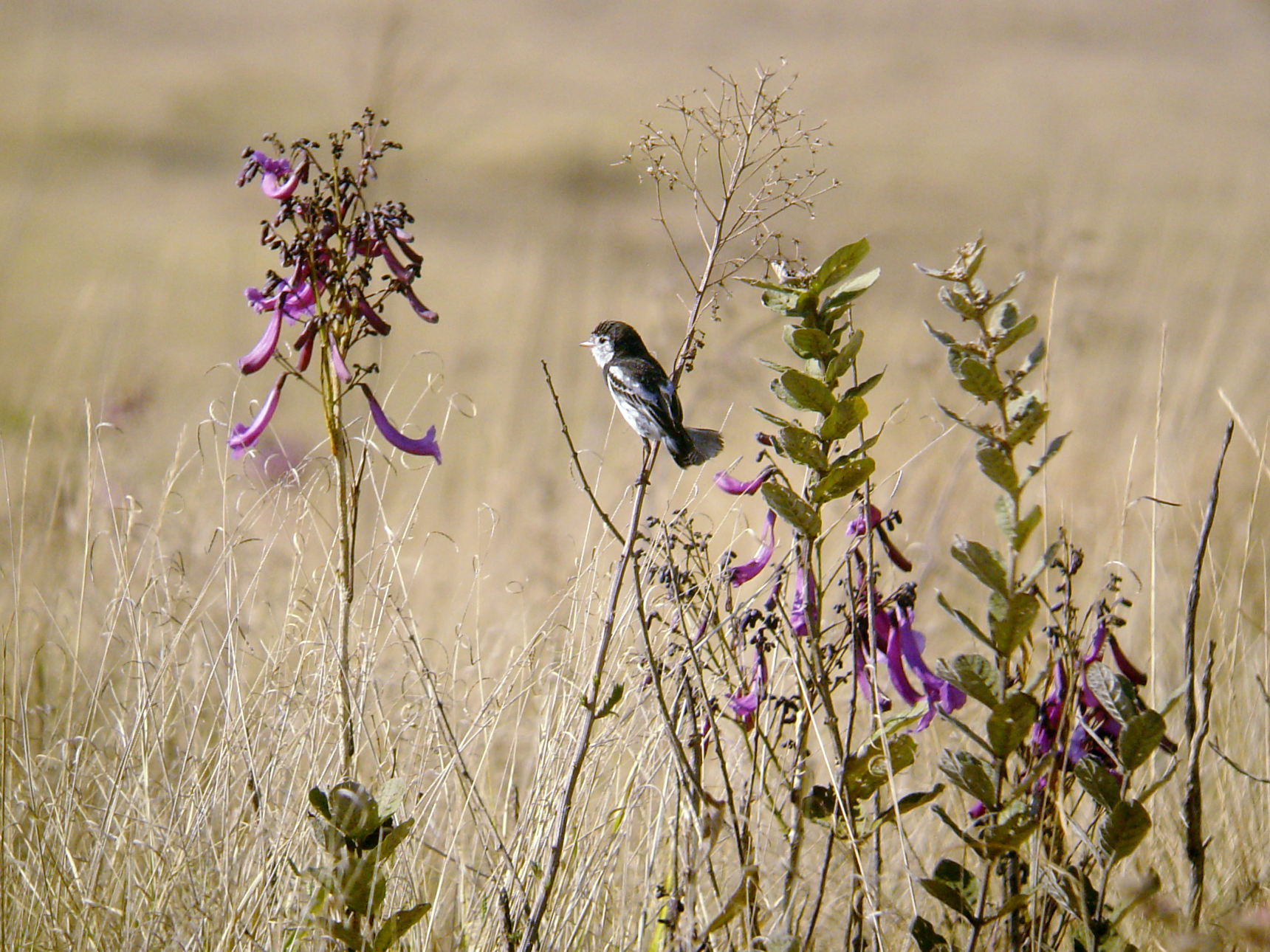
Pastizales secos de la Serra da Canastra, Brasil, el hábitat de la especie.

Habita en pastizales estacionalmente húmedos y secos, conocidos como «campo limpo»  y «campo sujo» respectivamente, prefiriendo áreas con pastos relativamente altos (entre 30 y 100 cm) no perturbados y, en Bolivia, especialmente áreas de Trachypogon. En el sur de Brasil, la especie ha sido registrada en pastizales húmedos dominado por las especies Cyperaceae, así como también Poaceae. A pesar de que normalmente desaparece de locales quemados, ha sido observado alimentándose en terrenos recientemente quemados. Hasta los 1100 m de altitud.

## Comportamiento
Usualmente posa sobre tallos de pastos altos y captura insectos entre las hojas o en vuelo. Suele juntarse a bandadas de semilleros. Durante la exhibición nupcial, el macho realiza una espectacular demostración, se lanza verticalmente en el aire, con rápidos golpes de las alas, la cola levantada sobre el dorso y casi tocando la cabeza. Es una especie ícono del cerrado. Es un ave gregaria, inclusive durante el período reproductivo. Suelen verse agrupaciones relativamente numerosas de hembras y juveniles. Es residente, como máximo, un migrante parcial o nómade.

### Alimentación
Su dieta consiste de artrópodos.

### Reproducción
La nidificación ocurre ente agosto y noviembre; el tiempo de la temporada puede variar de acuerdo con el régimen de lluvias. Construye un nido de pastos secos en el suelo, escondido en el medio de pastos altos.

### Vocalización
Es silencioso la mayor parte del tiempo, el macho puede emitir un débil «tic-tic-tic» durante el cortejo aéreo.

## Estado de conservación
Esta especie ha sido calificada como vulnerable por la Unión Internacional para la Conservación de la Naturaleza (IUCN) debido a que su área de distribución ha sufrido una extensa y continua reducción, y, presumiblemente, también su población total, hoy estimada entre 6000 a 15 000 individuos maduros. Su área total de ocurrencia se estima en 2 790 000 km², pero solo una parte está efectivamente ocupada por la especie.

### Amenazas
Los hábitats de pastizales a lo largo de su rango están amenazados por el desarrollo de la agricultura, ganadería, plantaciones y minería. Su dependencia de pastos naturales altos la hacen especialmente sensible al pastoreo intensivo y a las quemadas frecuentes. La forestación con Eucalyptus, la ganadería y la introducción de pastos invasivos exóticos son las amenazas principales a la población del Cerrado Laguna Blanca, Paraguay, donde la reciente instalación de una reserva falló en proteger la especie. Las quemadas descontroladas y la introducción de pastajes exóticas son las principales amenazas en aquel país. En Brasil, la conversión de pastizales para el cultivo de soja es una amenaza corriente. En el estado de Paraná, las severas pérdidas y modificaciones de hábitat han sido principalmente causadas por las plantaciones de Pinus. Se pronostica la pérdida de 30 a 46 % de su rango para el año 2100 debido a cambios climáticos.

### Acciones de conservación
En Brasil es localmente común en varias áreas de protección: Parque nacional de las Emas, parque nacional de Brasilia, parque nacional da Chapada dos Veadeiros, Parque Nacional da Serra da Canastra, área de protección ambiental Gama-Cabeça de Veado, y Santuario de vida salvaje de São Miguel (Minas Gerais). En Paraguay es protegida por ley y ocurre en el Parque Nacional San Rafael, en el parque nacional Serranía de San Luis, en la Reserva natural Morombi, en la Reserva natural Tapytá y en las estancias privadas Laguna Blanca y La Graciela. En Bolivia, la Asociación Armonía creó la Reserva natural Barba Azul en el departamento de Beni, protegiendo el hábitat de la especie en las sabanas del Beni.

## Sistemática

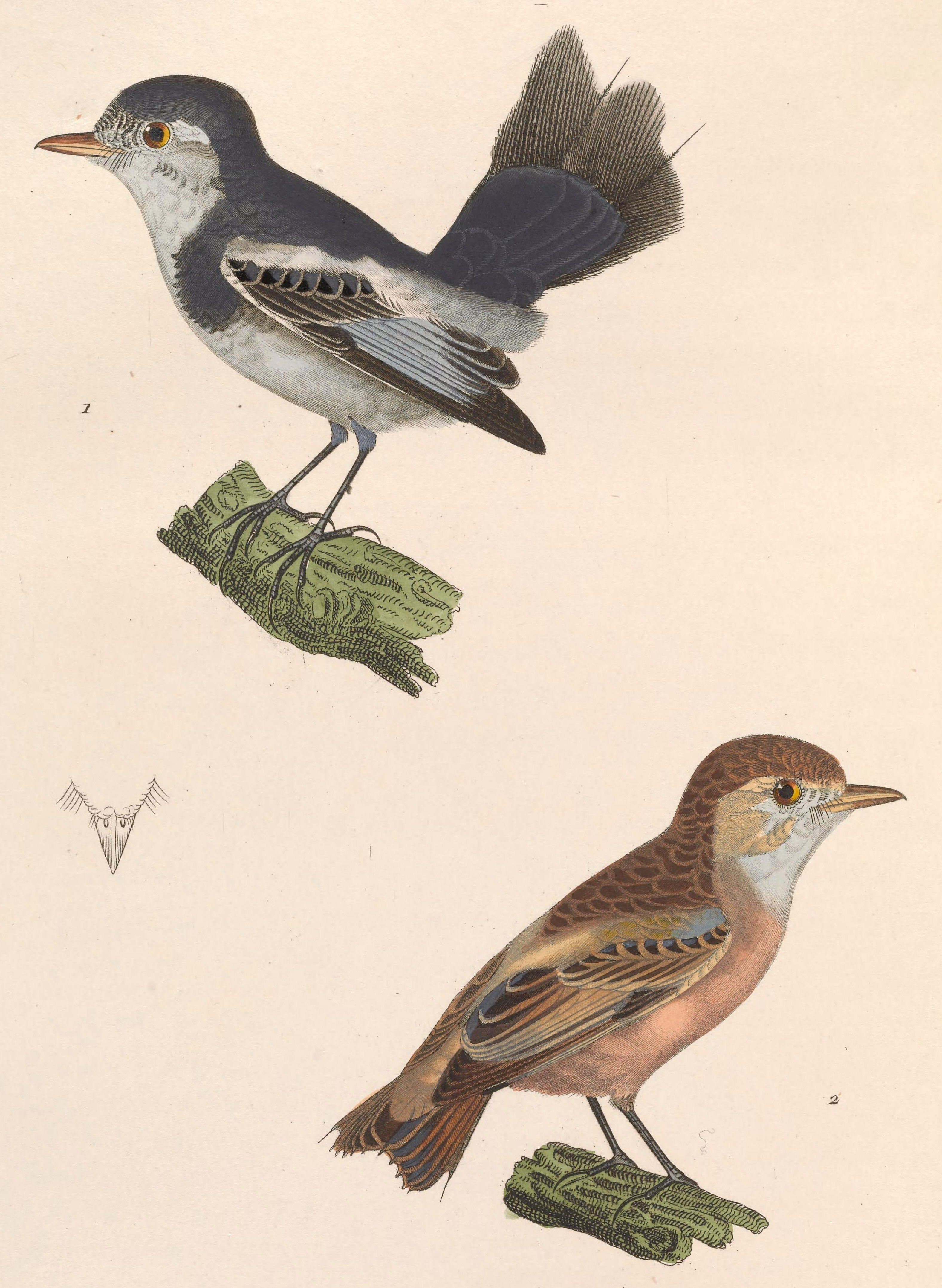
Muscicapa alector sinónimo de Alectrurus tricolor, macho y hembra, ilustración de Huet le Jeune y Prêtre en Temminck Nouveau recueil de planches coloriées d'oiseaux, 1838

### Descripción original
La especie A. tricolor fue descrita por primera vez por el naturalista francés Louis Pierre Vieillot en 1816 bajo el nombre científico Gallita tricolor; la localidad tipo es «América meridional = Paraguay».

### Etimología
El nombre genérico masculino «Alectrurus» se compone de las palabras del griego «alektruōn, alektruonos» que significa ‘gallo doméstico’, y «oura» que significa ‘cola’, y el nombre de la especie «tricolor», en latín moderno significa ‘de tres colores’.

### Taxonomía
El género parece estar más cercanamente aliado a Fluvicola y Arundinicola. Es monotípica.